# Trididemnum alleni
Trididemnum alleni is een zakpijpensoort uit de familie van de Didemnidae. De wetenschappelijke naam van de soort is voor het eerst geldig gepubliceerd in 1947 door Berrill.